# Honnêteté-humilité
Le facteur Honnêteté-humilité du modèle de personnalité HEXACO mesure les différences individuelles dans la sincérité, l'équité, l'évitement de la cupidité et la modestie des personnes. Il est né d'études lexicales interculturelles qui ont conduit à améliorer les modèles de personnalité Big Five et Five-Factor, précédemment acceptés et encore utilisés.

## Sous-échelles
Comme les autres facettes du modèle HEXACO, l'Honnêteté-Humilité a quatre sous-échelles : 
- Sincérité - cette sous-échelle mesure la tendance d'une personne à être manipulatrice ou malhonnête dans ses relations avec les autres afin d'obtenir le résultat souhaité. Les hauts scores ne veulent pas être malhonnêtes ou manipulateurs envers les autres.
- Équité - cette sous-échelle mesure la tendance à tricher ou à voler pour aller de l'avant, ainsi que la tendance des personnes à recourir à la fraude, à la corruption ou à profiter des autres. Les hauts scores sont intègres et traitent les autres de manière juste et équitable.
- Évitement de la cupidité - cette sous-échelle mesure la valeur qu'une personne accorde à la richesse, au statut et aux "jouets" coûteux. Les scores faibles souhaitent afficher leur argent et leur luxe, tandis que les scores élevés sont moins soucieux d'obtenir la richesse et le statut.
- Modestie - cette sous-échelle mesure les croyances d'une personne sur elle-même par rapport aux autres - les hauts scores se considèrent comme "pas meilleurs" que quiconque, tandis que les bas scores ressentent qu'ils méritent un traitement spécial et plus de respect que les autres.

Chaque sous-échelle contient des questions qui mesurent à la fois le trait et l'opposé du trait (par exemple, l'échelle de sincérité contient des questions qui mesurent à la fois la sincérité et l'absence de sincérité, les scores de non-sincérité étant codés en sens inverse). Chaque élément est mesuré à l'aide d'une échelle de Likert à 5 points (1 = fortement en désaccord, 5 = tout à fait d'accord). Dans la version à 100 questions du questionnaire HEXACO, chaque sous-échelle comprend 4 questions, dont on calcule le résultat moyen pour obtenir des scores individuels de sous-échelle. On calcule ensuite la moyenne des sous-échelles pour obtenir le score de chaque facette.

## Histoire
Kibeom Lee et Michael C. Ashton commencent le développement du modèle HEXACO en 2000 : les mesures lexicales à l'origine du Big Five font apparaitre un sixième trait de personnalité. L'ajout de ce sixième facteur modifie plusieurs des facteurs existants du Big Five. Ce nouveau facteur intègre également plusieurs éléments qui ne conviennent pas au modèle à cinq facteurs et fournit des preuves supplémentaires de la sélection de parentèle.

## Relation avec les modèles Big Five et Five Factor
Le facteur d'honnêteté-humilité (et le modèle HEXACO en général) n'est que modérément corrélé avec le modèle de personnalité Big Five, mais il est fortement corrélé avec le facteur d'agréabilité de l'inventaire de personnalité NEO révisé (NEO-PI-R), qui appartient au Big Five. Cette corrélation est principalement due aux sous-échelles de simplicité et de modestie du NEO-PI-R. Cependant, séparer l'honnêteté et l'agréabilité dans le NEO-PI-R permet aux expérimentateurs de mieux prédire l'habilité sociale et l’autosurveillance .
Une autre étude révèle que l'ajout du facteur Honnêteté-Humilité HEXACO aux mesures de la personnalité améliore la validité prédictive pour les auto-rapports et les autres rapports de personnalité. La simple création d'un facteur d'honnêteté à partir des mesures FFM améliore la validité prédictive de certaines mesures (principalement l'habileté sociale et la sexualité). D'autres, comme le matérialisme et la délinquance, restent indépendantes de ce facteur. Cette meilleure précision indique que le modèle HEXACO est une meilleure mesure de la personnalité que les Big Five ou le FFM .

## L'honnêteté-humilité comme prédicteur d'autres aspects de la personnalité

### Comportements et traits antisociaux
Des recherches publiées en 2005 ont montré que le facteur d'honnêteté-humilité est fortement corrélé négativement avec la " Triade noire " de la personnalité (c'est-à-dire le narcissisme, la psychopathie et le machiavélisme ). Ces 3 traits décrivent une personne égocentrique, manipulatrice et non empathique, quelqu'un de prêt à utiliser les autres ou à les blesser pour son gain personnel.
Une autre étude montre que l'honnêteté-humilité est négativement corrélée, de manière significative, avec l'agression déplacée et la vengeance. Elle est également corrélée négativement avec des formes immédiates ou préméditées de vengeance contre un transgresseur .

### Attitudes politiques
Il est également démontré que l'honnêteté-humilité est corrélée négativement avec l'orientation de dominance sociale (Social Dominance Orientation (en); SDO), un trait de personnalité qui mesure l'intérêt pour la politique. Cependant, il existe des variations au sein des hauts-scores en Honnêteté-Humilité. Chez deux groupes de hauts scores en Honnêteté-Humilité, le groupe qui s’intéresse plus à la politique obtient la moitié du score de l'autre groupe. Toutefois, les deux groupes obtiennent un résultat inférieur à la ligne de référence du SDO.

### Comportement à risque et recherche de sensations fortes
L'honnêteté-humilité est également négativement corrélée avec les comportements de recherche de sensations fortes et de prise de risques, ainsi que de recherche d'expérience, de sensibilité à l'ennui et de désinhibition.

### Comportement au travail
L'honnêteté-humilité est aussi fortement corrélée négativement avec la délinquance au travail (par exemple, vol de l' employeur, vandalisme, absentéisme, consommation d'alcool au travail). Elle est aussi fortement corrélée positivement avec l'indice d'intégrité des employés, qui est une mesure des attitudes et des admissions au vol. Les personnes ayant une grande honnêteté-humilité ont des opinions négatives sur les vols et leurs auteurs, et signalent également avoir volé moins d'argent que leurs homologues à faible honnêteté-humilité. De plus, l'Honnêteté-Humilité prédit les évaluations par les superviseurs de la performance au travail, au-delà des évaluations des cinq autres aspects de la personnalité.

### Créativité
L'honnêteté-humilité a également une corrélation négative avec la créativité autodéclarée ; cependant, aucune relation entre la créativité et l'agréabilité n'a été trouvée. Des recherches antérieures révèle une forte corrélation négative du facteur d'agréabilité du Big Five avec la créativité, mais l'agréabilité est différente sur le modèle HEXACO. De plus, il existe une forte corrélation entre la facette de l'agréabilité NEO-PI-R et la facette HEXACO de l'honnêteté-humilité .

### Sexualité
L'honnêteté-humilité est également liée aux mesures «Sexy Seven»  de l'exclusivité des relations (par exemple, fidélité ou adultère). Ces résultats indiquent que les personnes qui obtiennent un score élevé d'Honnêteté-Humilité valorisent la fidélité dans leurs relations et ont besoin de liens émotionnels ou psychologiques pour s'engager dans des relations sexuelles. Il est peu probable qu'ils trompent ou exploitent un partenaire sexuel ou romantique.